# Jotform
Jotform ist ein in San Francisco ansässiges Unternehmen, das verschiedene Onlinedienste anbietet, unter anderem zur Erstellung von Online-Formularen und -Umfragen. Das Unternehmen hat nach eigenen Angaben mehr als 30 Millionen Nutzer (Stand: Februar 2025).

## Geschichte
Jotform wurde im Jahr 2006 von Aytekin Tank gegründet.
Im Jahr 2012 hatte Jotform über 700.000 Nutzer und veröffentlichte über zwei Millionen Formulare.
Im Februar 2012 schaltete der US-Geheimdienst die Jotform-Website im Rahmen einer verdeckten Untersuchung von durch Benutzer erstellten Formularen ab. Nach zwei Tagen war sie wieder online.
Jotform veröffentlichte im Juni 2015 ein Adobe Document Cloud eSign Widget zur Einbettung der elektronischen Unterschrift in Formulare.
Im April 2016 gab Jotform bekannt, dass seine Software auf Weebly verfügbar ist. Im Dezember 2016 ging das Unternehmen eine Partnerschaft mit IFTTT ein, um ein „Applet“ zu integrieren, mit dem Formulare in anderen Anwendungen erstellt werden können. Tech Times würdigte die Integration von Jotform in Slack als eine der „Best Productivity Apps“ des Jahres 2016.
Im Jahr 2018 übernahm Jotform das Online-Magazin Noupe.

## Unternehmen
Neben dem Hauptsitz in San Francisco verfügt Jotform über Büros in der Türkei (zwei in Ankara und je eins in İzmir und Istanbul) sowie in London, Vancouver und Sydney.

## Produkte
Mit dem Formulargenerator können Benutzer Formulare per Drag and Drop zusammenstellen. Auch bedingte Logik ist möglich. Das Produkt lässt sich auch mit vielen anderen wichtigen Software-Tools integrieren.
Neben dem Formulargenerator hat Jotform auch andere Produkte entwickelt, wie z. B. Jotform Apps im Jahr 2021, ein App-Generator, und Jotform Signatur im Jahr 2022, ein Tool zur Sammlung elektronischer Unterschriften.  Im September 2023 wurde Jotform auf der Salesforce AppExchange-Plattform verfügbar. Im Oktober 2024 brachte Jotform sein Workflow-Builder-Produkt Jotform Workflows auf den Markt. Im Februar 2025 brachte Jotform seine KI-Lösung Jotform KI-Assistenten auf den Markt, mit der Benutzer ihre eigenen KI-Assistenten erstellen können.